# How Insensitive
How Insensitive è un album di Duke Pearson, pubblicato dalla Blue Note Records nel 1970. Il disco fu registrato al Van Gelder Studio di Englewood Cliffs, New Jersey (Stati Uniti).

## Tracce
Lato A
1. Stella by Starlight – 4:35 (Ned Washington, Victor Young) – Registrato l'11 aprile 1969
2. Clara – 2:40 (DuBose Heyward, George Gershwin) – Registrato il 14 aprile 1969
3. Give Me Your Love – 3:20 (Duke Pearson) – Registrato l'11 aprile 1969
4. Cristo Redentor – 3:50 (Duke Pearson) – Registrato l'11 aprile 1969
5. Little Song – 2:50 (Jack Manno) – Registrato l'11 aprile 1969

Lato B
1. How Insensitive – 2:12 (Antônio Carlos Jobim, Norman Gimbel, Vinícius de Moraes) – Registrato il 14 aprile 1969
2. Sandalia Dela – 3:25 (Duke Pearson, Jack Manno) – Registrato il 5 maggio 1969
3. My Love Waits (O meu amor espera) – 4:35 (Duke Pearson, Jack Manno) – Registrato il 14 aprile 1969
4. Tears (Razao de viva) – 3:25 (Eumir Deodato) – Registrato il 5 maggio 1969
5. Lamento – 2:50 (Antonio Carlos Jobim, Vinicius De Moraes) – Registrato il 5 maggio 1969

## Musicisti
A1, A3, A4 e A5
- Duke Pearson - pianoforte, pianoforte elettrico, flicorno, arrangiamenti
- Jack Manno - arrangiamenti, conduttore musicale
- Al Gafa - chitarra elettrica
- Bob Cranshaw - contrabbasso
- Mickey Roker - batteria
- Airto Morreira - percussioni
- Andy Bey - voce (solo nel brano: Give Me Your Love)
- New York Group Singer's Big Band - accompagnamento vocale, cori

A2, B1 e B3
- Duke Pearson - pianoforte, pianoforte elettrico, arrangiamenti (brani: Clara e My Love Waits)
- Duke Pearson - pianoforte (brano: How Insensitive)
- Jack Manno - arrangiamenti, conduttore musicale (brani: Clara e My Love Waits)
- Al Gafa - chitarra elettrica (brani: Clara e My Love Waits)
- Bob Cranshaw - contrabbasso (brani: Clara e My Love Waits)
- Mickey Roker - batteria (brani: Clara e My Love Waits)
- Airto Moreira - percussioni (brani: Clara e My Love Waits)
- Andy Bey - voce (solo nel brano: Clara)
- New York Group Singer's Big Band - accompagnamento vocale, cori (brani: Clara e My Love Waits)

B2, B4 e B5
- Duke Pearson - pianoforte
- Dorio Ferreira - chitarra, percussioni
- Bebeto José Souza - contrabbasso
- Mickey Roker - batteria
- Airto Moreira - percussioni
- Flora Purim - voce[4]